# تنیسون، کوئینزلند
تنیسون (به انگلیسی: Tennyson) یک حومه شهر در استرالیا است که در کوئینزلند واقع شده‌است.